# Mladinski Nogometni Klub Izola
Il Nogometni Klub Izola, in italiano Club di Calcio Isola, è una società calcistica slovena con sede nella città istriana di Isola.
Fra gli anni trenta e quaranta, con il nome di Ampelea, militò per sei anni consecutivi nella Serie C italiana e durante la guerra, nel Campionato Alta Italia 1944 si laureò campione della Venezia Giulia giungendo poi seconda nelle finali interregionali; dopo il settimo ed ultimo campionato in terza serie nella stagione 1945-1946, cambiò denominazione in Isola e passò a disputare i campionati del Territorio Libero di Trieste organizzati dall'UCEF. Nell'autunno 1951 si affiliò alla Federazione calcistica della Jugoslavia e l'anno successivo, grazie alla vittoria del campionato della zona B del TLT, fu ammessa nella lega repubblicana slovena, all'epoca il terzo livello della piramide calcistica jugoslava. Fino al 1955 era costituito predominantemente da dirigenti e giocatori italofoni ma, con l'intensificarsi dell'esodo giuliano-dalmata, i dirigenti e i giocatori esuli furono sostituiti con elementi slavi, e la stessa società assunse la denominazione di NK Izola.
Anche nella nuova nazione d'appartenenza, tuttavia, l'Isola non ottenne risultati di rilievo, navigando nelle serie minori. Fu solo con l'indipendenza della Slovenia che il club si affacciò al calcio di vertice col nome di Belvedur Izola, ottenendo un terzo posto nel primo campionato sloveno e qualificandosi per la Coppa UEFA 1992-1993, dove tuttavia fu subito eliminato dal Benfica, per poi fallire nel 1996. Fu rifondata come MNK Izola, la cui continuità con il vecchio club però non viene riconosciuta dalla federazione calcistica della Slovenia, ripartendo dalle ultime categorie del calcio sloveno. Nel 2023 cambiò denominazione in NK Izola.
Costituisce un raro caso di società calcistica italiana che non fu soppressa dopo il passaggio dell'Istria alla Jugoslavia.

## Storia
Venne fondato l’11 marzo 1923 come Edera Isola, una delle tante espressioni sportive del Partito Repubblicano Italiano, ma si affiliò alla FIGC solo nel 1925 come Virtus Isola, onde evitare l’ostracismo del crescente regime fascista. Inizialmente il club, in maglia azzurra, prese parte a tornei minori. Il club non poteva però iscriversi ai campionati perché il suo campo era troppo piccolo, e la soluzione arrivò solo negli anni Trenta interrando il lato prospiciente il mare. I lavori finirono nel 1933, ma ora erano i soldi a mancare al Dopolavoro Isola e dopo due anni si strinse un rapporto di sponsorizzazione con la società ittica alimentare Ampelea Conservifici S.A. (oggi Delamaris), che aveva sede a Rovigno e sosteneva economicamente lo sport in entrambe le città; sul finire degli anni trenta avrebbe finanziato anche la squadra di calcio del Cattolica.
Dal 1935 fu quindi “Ampelea – Dopolavoro Aziendale Conservifici S.A”, prendendo il colore rosso della ditta. Nel 1937-38 partecipò al suo primo campionato di Serie C, dove rimase fino al 1942-43, quando in Italia i campionati vennero sospesi a causa della Seconda guerra mondiale.

Una formazione del Dopolavoro Aziendale Ampelea nella stagione 1943-1944. In quell'anno si laureò campione giuliano davanti alla più blasonata Triestina, ma fu eliminata nelle semifinali interzonali dal Venezia.

Nel 1944 l'Ampelea fu l'unica squadra istriana a prendere parte al Campionato Alta Italia e, rinforzata da calciatori giuliani tornati nelle zone d'origine o da calciatori di altre parti d'Italia di stanza in Istria, vinse a sorpresa il girone eliminatorio della Venezia Giulia, superando la più blasonata Triestina. Il successo le fece ottenere il titolo di Campione della Venezia-Giulia 1944. In un girone semifinale giocato in un clima arroventato, l'Ampelea si arrese però al Venezia che si impose con cinismo in entrambi gli scontri diretti.
Alla fine delle ostilità l'Ampelea, nonostante avesse sede nella zona di occupazione jugoslava (seppur a poca distanza dalla Linea Morgan), prese parte al girone giuliano di Serie C conseguendo un onorevole secondo posto. Fu questo l'ultimo torneo italiano a cui la squadra istriana prese parte. Nel luglio 1946 l'Ampelea Conservifici di Isola d'Istria inviò una raccomandata alla Lega Interregionale Nord con cui le comunicava che la sua squadra di calcio, a decorrere dal 12 maggio 1946, era stata disciolta e che quindi tutti i suoi giocatori sarebbero stati inseriti nelle liste di trasferimento. Nell'agosto 1946 la Lega Nord inserì l'Ampelea tra le aventi diritto alla Serie C che vi avevano rinunciato.

Una formazione dell'Ampelea del 1939-40. L'ultimo accosciato a destra è Bruno Ispiro.

Tra i giocatori che militarono nelle file del club istriano si possono annoverare Bruno Ispiro, diventato poi famoso giocando in Serie A con Triestina e Genova e vestendo la maglia della Nazionale italiana, e, nel vittorioso "Campionato Alta Italia", Giuseppe Grezar, mediano del Grande Torino, Mario Stua, mezzala del Livorno che aveva sfiorato lo scudetto nel 1942-43, Alberto Eliani, futuro terzino di Fiorentina e Roma e Antonio Gordini, in seguito attaccante di Spezia e Triestina.
Il giocatore che ha totalizzato il maggior numero di presenze e di reti in maglia azzurra è Mario Parovel, con 54 gol in 159 partecipazioni. L'allenatore che maggiormente si è seduto sulla panchina di questa squadra è stato Federico Malosti, con sei campionati, Gaddo Moretti ha guidato gli isolani per quattro stagioni. Il maggior numero di giocatori nella storia della squadra dell'Ampelea non è stato di origine isolana bensì triestina, 31 contro 30. Altri 16 avevano origini istriane, 13 erano friulani, gradesi e goriziani e infine 6 provenivano da altre città della penisola.
Nel 1946 l'Ampelea fu subito ricostituito con la denominazione di C.E.F. Isola per militare nei campionati locali indetti dall'UCEF (Unione dei Circoli di Educazione Fisica), organizzazione sportiva fondata nel 1945 per volontà delle autorità di occupazione jugoslave. Nel frattempo, con il trattato di pace del 1947, Isola d'Istria fu inclusa nella zona B del Territorio Libero di Trieste occupata militarmente dalla Jugoslavia. La compagine continuò a militare nel massimo campionato del TLT organizzato dall'UCEF fino al 1951, vincendo l'edizione 1949-1950, con una formazione ancora costituita da giocatori di etnia italiana. Nel 1948 cambiò denominazione in Arrigoni per poi assumere la denominazione di U.S. Isola nel 1951.
Nell'autunno 1951 le società della zona B del TLT si affiliarono alla Federazione calcistica della Jugoslavia (FSJ). Nella stagione 1951-1952 l'Isola vinse il campionato del circondario dell'Istria (corrispondente alla zona B del TLT) venendo così promossa nella lega repubblicana slovena (Slovenska republiška nogometna liga). Nella stagione successiva la squadra, ancora costituita da giocatori appartenenti al gruppo etnico italiano, si classificò al secondo posto nel girone sloveno-occidentale, a pari punti con la prima classificata ma con un peggior quoziente reti: il club conquistò comunque la promozione nella lega interrepubblicana sloveno-croata battendo nelle qualificazioni la seconda del girone sloveno-orientale, lo Železničar Maribor.
Nella stagione 1953-1954, tuttavia, la compagine isolana, gravata da problemi finanziari e di organico (dodici giocatori tra prima e seconda squadra emigrarono mentre numerose furono le indisponibilità per malattia), cominciò male il campionato interrepubblicano perdendo tutte le cinque partite disputate e non presentandosi in campo in tre incontri esterni; la giustizia sportiva, ritenendo valide le giustificazioni addotte, graziò la società isolana dalle sconfitte a tavolino disponendo il recupero delle tre partite ma, in seguito alla rinuncia a disputare il primo dei recuperi, in data 8 dicembre 1953 la Sottolega di Capodistria, nonostante il campionato sloveno-croato non fosse di sua competenza, deliberò di escludere la squadra dalla Lega Interrepubblicana per motivi prevalentemente disciplinari. Nella stagione 1954-1955, l'ultima disputata con una rosa ancora costituita in gran parte da giocatori di etnia italiana, il club si classificò al terzultimo posto nel girone occidentale della Lega Repubblicana Slovena, evitando a stento la retrocessione.
Nel frattempo, con il Memorandum di Londra del 5 ottobre 1954, la zona B del TLT fu de facto annessa alla Jugoslavia (l'annessione de iure fu sancita nel 1975 dal Trattato di Osimo), e ciò contribuì a intensificare ulteriormente l'esodo degli italiani. Tra il 1953 e il 1956 gran parte della popolazione italiana di Isola d'Istria scelse la via dell'esodo, anche a causa del clima ostile nei loro confronti creatosi in quel periodo, e la cittadina fu ripopolata con slavi (prevalentemente sloveni) che divennero da allora l'elemento predominante anche della squadra di calcio. Il club, indebolito dall'esodo di molti giocatori e assunta la denominazione slava di NK Izola, militò per un triennio nella Lega di Lubiana e del Litorale e poi nella Lega Repubblicana Slovena, nel frattempo tornata al girone unico, ottenendo salvezze stentate.
Nella stagione 1959-1960 arrivò la retrocessione nel campionato del distretto di Capodistria, a cui seguirono difficoltà economiche e organizzative che costrinsero il club allo scioglimento nell'estate 1961. Fu immediatamente rifondato con la denominazione di NK Delamaris, dal nome dello sponsor, a cui aderirono pressoché tutti i giocatori del NK Izola. Risolti i problemi e ottenuta l'iscrizione al campionato distrettuale grazie allo sponsor, il club fu promosso nella lega repubblicana slovena al termine della stagione 1961-1962. Dopo due salvezze stentate, il club conobbe una nuova retrocessione al termine della stagione 1964-1965. Negli anni successivi militò dapprima nel campionato distrettuale e poi nella lega zonale ovest (Zahodna conska liga), ritornando nel campionato repubblicano sloveno solo al termine della stagione 1968-1969. Tra i giocatori più importanti degli anni sessanta vi erano Teodor e Vinko Gregorič, primatisti di reti nel club, con rispettivamente 87 e 85 gol, oltre a esponenti della minoranza italiana, segnatamente Fausto Marchesan (primatista di presenze nel club, almeno 500) e Romildo Fermo.
Negli anni settanta il club militò ininterrottamente nella Lega Repubblicana Slovena (terzo livello jugoslavo). Nel 1976, con le decisioni di Portorose, assorbì tutti gli altri club del capodistriano (tra cui Koper e Piran), assumendo la denominazione di Obala Izola. Nella stagione 1978-1979 lottò per la promozione in Druga Liga (il campionato cadetto jugoslavo) mancandola per un solo punto. Nel 1979, con l'abrogazione delle decisioni di Portorose, la fusione con le altre società del capodistriano fu sciolta.
All'inizio degli anni ottanta l'Izola rimase ancora competitivo, classificandosi al secondo posto nelle stagioni 1981-1982 e 1982-1983, benché a distanze considerevoli dal primo posto valevole per la promozione in Seconda Lega. Nel biennio successivo tuttavia le prestazioni del club declinarono, sfociando nella retrocessione nel campionato zonale (Območna liga) al termine della stagione 1984-1985. Al termine della stagione 1987-1988 tornò nella Lega Repubblicana Slovena, scesa nel frattempo al quarto livello in seguito alla creazione della Terza Lega a livello interrepubblicano. Nella stagione 1989-1990 l'Izola vinse il campionato repubblicano sloveno conquistando la promozione in Terza Lega. In quella che fu l'ultima stagione prima dell'inizio della disgregazione della Jugoslavia, fu inserita nel girone ovest, comprendente squadre slovene, croate e bosniache: classificandosi al settimo posto, peraltro a un solo punto dalla terza classificata, conquistò la salvezza.
Sennonché, con l'indipendenza della Slovenia (estate 1991), il club abbandonò i campionati jugoslavi per militare in quelli della nuova nazione di appartenenza, assumendo al contempo la denominazione di Belvedur Izola. Nella stagione 1991-1992 il club, ammesso nella massima serie slovena, ebbe un ottimo inizio di campionato rimanendo in vetta alla classifica per diverse giornate, prima di essere scavalcato da Olimpia Lubiana (alla fine campione) e Maribor; il terzo posto finale valse comunque la qualificazione alla Coppa UEFA 1992-1993, dove tuttavia fu subito eliminato dal Benfica. Le crescenti difficoltà economiche portarono a un ridimensionamento della rosa e a un declino dei risultati: nei tre campionati successivi il club ottenne salvezze stentate. Nel 1996 la squadra terminò al decimo e ultimo posto retrocedendo nella seconda divisione che però non disputò a causa del fallimento sopraggiunto nell'estate dello stesso anno.
Venne costituita immediatamente una nuova società, il Mladinski Nogometni Klub Izola (in lingua italiana Club di Calcio Giovanile Isola), che ripartì dalle serie minori ma la cui continuità con il vecchio Nogometni Klub Izola non viene riconosciuta dalla federazione calcistica della Slovenia che riporta il 1996 come data di fondazione. Nel 2008 la nuova società si fuse con la seconda squadra di Capodistria, l'SC Bonifika, in un nuovo sodalizio isolano denominato Nogometni Klub Bonifika Izola, ma il nuovo club non riuscì a portare a termine il campionato 2008-2009 in Seconda Lega e si sciolse. Il MNK Izola fu rifondato e nella stagione 2022-2023 milita in 3.SNL (Terza Lega). Nel 2023 cambiò denominazione in Nogometni Klub Izola (vigendo il bilinguismo, il nome coufficiale in lingua italiana è Club di Calcio Isola).

## Colori e simboli
I colori dell'Ampelea fino al 1938 erano il rosso e il bianco. Dal 1938 al 1941 le casacche divennero granata, mentre dal 1941 al 1946 rossoblu a strisce verticali.
In seguito al progressivo passaggio alla Jugoslavia, i colori sociali del club sono diventati l'azzurro e il bianco.

## Strutture
L'Ampelea disputava le proprie partite interne al "Campo Sportivo O.N.D.", anche detto campo di Riva Venezia, che nel 1937 aveva una capienza di 5 000 spettatori.  Il campo di gioco inizialmente non soddisfaceva per dimensioni i requisiti della FIGC, e i lavori per metterlo a norma terminarono nel 1933: il campo fu allargato verso il mare, e, oltre a una biglietteria e a una tribuna, furono allestite delle recinzioni per impedire che il pallone finisse in acqua. Il campo in questione fu usato dal club fino al 1963.
Nel 1964 fu inaugurato lo stadio attuale, il Mestni stadion Izola (Stadio cittadino Isola); in attesa della conclusione dei lavori il club disputò per un anno le proprie partite interne ad Aidussina. Nel 1992, per adeguare lo stadio alle norme UEFA affinché potesse ospitare la partita di Coppa UEFA contro il Benfica, fu costruita la tribuna est.

## Tifoseria
Negli anni ottanta furono costituiti i primi gruppi di ultras dell'Izola, che nel 1990 confluirono nel gruppo "Ribari" creato in quello stesso anno e che divenne uno dei principali gruppi ultras della Slovenia. Particolarmente sentita dalla tifoseria isolana era la rivalità con il Koper di Capodistria, fin dagli anni settanta, quando le due squadre militavano entrambe nella Lega Repubblicana Slovena. Nella prima metà degli anni novanta, quando entrambe le squadre militavano nel massimo campionato sloveno, le partite con il Koper erano tra quelle di maggior interesse per la tifoseria isolana.

## Fonti
- I colori sociali negli intervalli di tempo intercorrenti fra il 1937 e il 1942 sono indicati nell'agendina del Calcio "Barlassina".